# Ljubo Kokeza
Ljubo Kokeza (Split, 15. svibnja 1920. – Split, 22. kolovoza 1992.) bio je poznati hrvatski nogometaš. 

Otac je poznate hrvatske tenisačice Tanje Kokeze, višestruke državne prvakinje.

## Nogometna karijera
Kao mladić, nastupa za ondašnje omladinske selekcije u redovima RNK Splita, da bi kao junior prešao u gradskog rivala - Hajduk. U Hajduku dočekuje početak Drugog svjetskog rata.
Privremenom neaktivnošću Hajduka 1941. zbog talijanske okupacije, Kokeza prelazi u redove zagrebačkog HAŠK-a i u njegovim redovima igra 1942. i 1943. godine. Reaktiviranjem Hajduka 1944. Kokeza zajedno s ostalim igračima Hajduka i ponekim Splita prelazi na otok Vis i ponovo postaje bijeli. Ostaje u Hajdukovom dresu sve do sredine 50-ih godina, i postavši jedna od Hajdukovih legendi, jedan od najboljih bekova u Hajdukovoj povijesti. Poznat kao jako emotivan i srčan igrač, bio je jedan od omiljenih Hajdukovaca.  

Statistika u Hajduku
| Natjecanje        | Nastupi | Zgoditci |
| ----------------- | ------- | -------- |
| Prvenstvo         | 250     | 2        |
| Kup               | 25      | 0        |
| Superkup          | 0       | 0        |
| Međunarodne       | 2       | 0        |
| Splitski podsavez | 0       | 0        |
| Ukupno            | 277     | 2        |
| Prijateljske      | 348     | 6        |
| Sveukupno         | 625     | 8        |

## Trenerska karijera
Po završetku karijere, nastavlja s trenerskim radom. Trenirao je splitske klubove Dalmatinca i Splita, Jadrana iz Kaštel Sućurca, a ostavio je i dubokog traga trenirajući u arapskim zemljama: Iraku, Egiptu, i Libiji.

## Privatni život
Otac je hrvatske tenisačice i pjevačice Tanje Kokeze.